# Pozi Cuo
Pozi Cuo (kinesiska: 坡孜错) är en sjö i Kina. Den ligger i den autonoma regionen Tibet, i den sydvästra delen av landet, omkring 500 kilometer väster om regionhuvudstaden Lhasa. Trakten runt Pozi Cuo består i huvudsak av gräsmarker.
Genomsnittlig årsnederbörd är 618 millimeter. Den regnigaste månaden är juli, med i genomsnitt 151 mm nederbörd, och den torraste är december, med 14 mm nederbörd.